# Verchin
Verchin là một xã ở tỉnh Pas-de-Calais, vùng Hauts-de-France của Pháp.

## Địa lý
Verchin có cự ly 20 dặm Anh (32 km) về phía đông Montreuil-sur-Mer trên đường D93.

## Dân số
| 1962                                                         | 1968 | 1975 | 1982 | 1990 | 1999 | 2006 |
| ------------------------------------------------------------ | ---- | ---- | ---- | ---- | ---- | ---- |
| 302                                                          | 303  | 276  | 250  | 220  | 220  | 194  |
| Số liệu điều tra dân số từ năm 1962: Dân số không tính trùng |      |      |      |      |      |      |

## Địa điểm nổi bật
- Lâu đài, thế kỷ 16